# Вентикано
Вентикано (итал. Venticano) је насеље у Италији у округу Авелино, региону Кампанија.
Према процени из 2011. у насељу је живело 2547 становника. Насеље се налази на надморској висини од 371 м.

## Становништво
| 1931. | 1936. | 1951. | 1961. | 1971. | 1981. | 1991. | 2001. | 2011. |
| ----- | ----- | ----- | ----- | ----- | ----- | ----- | ----- | ----- |
| 2.414 | 2.532 | 2.906 | 2.662 | 2.300 | 2.393 | 2.567 | 2.547 | 2.532 |